# Den lille prinsen
Den lille prinsen är en fransk-amerikansk animerad familjeäventyrsfilm från 2015 regisserad av Mark Osborne, regissören av den animerade filmen Kung Fu Panda. Filmens karaktärer spelas av Jeff Bridges, Mackenzie Foy, Rachel McAdams, Paul Rudd, James Franco, Marion Cotillard, Benicio del Toro, Bud Cort, Ricky Gervais, Paul Giamatti, Albert Brooks och Mark Osbornes son Riley, som gjorde sin filmdebut i den här filmen. Filmen baseras på Antoine de Saint-Exupérys kultförklarade barnbok Lille prinsen från 1943.

## Handling
Filmen handlar om en liten flicka, vars ivrigt påhejande, hårt arbetande och ensamstående unga mamma förbereder henne inför vuxenvärlden. För att kunna börja på stadens toppskola Werth-akademin ska flickan tillbringa precis hela sommarlovet med att jobba hårt. Men en dag träffar flickan oväntat sin excentriske och godhjärtade granne, en pilot som varit med om många stora äventyr i sitt liv, och planerna förändras. Piloten börjar genast visa flickan en fantastisk ny värld där allt är möjligt, en värld som piloten själv upptäckte för länge sedan tack vare en liten prins. En magisk resa tar sin början och flickan lär sig vad som egentligen är viktigt i livet. Det som betyder mest är kontakten människor emellan och det är endast med hjälp av ett stort och varmt hjärta man kan se saker på rätt sätt, saker som är osynliga för det blotta ögat.

## Rollista
| Karaktär          | Engelska röster  | Svenska röster           |
| ----------------- | ---------------- | ------------------------ |
| Piloten           | Jeff Bridges     | Christian Fex            |
| Flickan           | Mackenzie Foy    | Laura Jonstoij Berg      |
| Mamman            | Rachel McAdams   | Sanna Sundqvist          |
| Den lille prinsen | Riley Osborne    | Leon Pålsson Sälling     |
| Herr Prins        | Paul Rudd        | Andreas Rothlin Svensson |
| Räven             | James Franco     | Daniel Sjöberg           |
| Rosen             | Marion Cotillard | Sanna Martin             |
| Ormen             | Benicio del Toro | Magnus Roosmann          |
| Affärsmannen      | Albert Brooks    | Claes Ljungmark          |
| Kungen            | Bud Cort         | Frej Lindqvist           |
| Den högfärdige    | Ricky Gervais    | Kim Sulocki              |
| Akademiläraren    | Paul Giamatti    | Gustav Levin             |
| Polisman          | Jeffy Branion    | Björn Bengtsson          |
| Ekonominyheterna  | ?                | Magnus Mark              |